# Arnau Roger III de Pallars Sobirà
Arnau Roger de Pallars-Mataplana i Cruïlles (1347 - 1369) fou comte de Pallars Sobirà i senyor d'Urtx (1366 - 1369).

## Antecedents familiars
Fill d'Hug Roger I de Pallars Sobirà i de Geralda de Cruïlles.

## Núpcies i descendents
El 1363 es va casar amb Beatriu de Requesens. No van tenir descendència.